# 恰普利伊夫卡 (盧甘斯克州)
49°46′8″N 38°33′45″E / 49.76889°N 38.56250°E
恰普利伊夫卡（烏克蘭語：Чапліївка）是位於烏克蘭東部的村莊，由盧甘斯克州斯瓦托韋區的洛茲諾-亞歷山德里夫卡市鎮負責管轄。該村始建於1950年，面積6.5平方公里，海拔高度161米，2001年人口39，人口密度每平方公里6人。